# 海绵圣星虫
海绵圣星虫（学名：Spongohagiastrum digitatum）为孔盘虫科海绵圣星虫属的动物。在中国，分布于东海等海域。